# Madecathymia
Madecathymia là một chi bướm đêm thuộc họ Noctuidae.